# Heterorachis asyllaria
Heterorachis asyllaria är en fjärilsart som beskrevs av Swinhoe 1904. Heterorachis asyllaria ingår i släktet Heterorachis och familjen mätare. Inga underarter finns listade i Catalogue of Life.